# Eugeniusz Wenta
Eugeniusz Wenta (ur. 10 czerwca 1968 w Starogardzie Gdańskim) – polski piłkarz ręczny, lewy rozgrywający, reprezentant Polski. Brat Bogdana Wenty.

## Życiorys
Jest wychowankiem Wybrzeża Gdańsk. W sezonie 1992/93 został królem strzelców ekstraklasy, a następnie przeniósł się do Iskry Kielce, z którą zdobył dwukrotnie mistrzostwo Polski, raz wicemistrzostwo oraz dwukrotnie doszedł do finału Pucharu Polski. Z kieleckiego klubu przeszedł w 1996 do Niemiec.
W 2006 roku w plebiscycie na Siódemkę Marzeń zorganizowanym przez Vive Kielce zajął 3. miejsce na pozycji lewego rozgrywającego przegrywając z Karolem Bieleckim i Aleksandrem Czernyszem.

## Osiągnięcia
- Mistrzostwo Polski: 1994, 1996 (z Iskrą Kielce)
- Wicemistrzostwo Polski: 1995 (z Iskrą Kielce)